# Riba na gradele
Riba na gràdele je tradicionalni način spremanja ribe na hrvatskoj obali Jadrana.
Riba, koja se osuši od suvišne vlage, položi se na rešetku prethodno jako ugrijanih gràdelȃ (rešetkasti roštilj sa žarom od drva ili ugljena), te se tijekom pečenja premazuje ruzmarinom nakvašenim maslinovim uljem. Kad je riba pečena, posloži se na pliticu još uvijek mekana i vruća te se prelije posebnom mješavinom domaćeg maslinovog ulja, octa, sitno sjeckanog češnjaka, peršina, soli i papra.
Uz ovo jelo tradicionalno se pije domaće vino. Stara dalmatinska izreka kaže da riba tri puta pliva: prvi put u moru, drugi put u ulju, a treći put u vinu.